# Ophiuroconis bispinosa
Ophiuroconis bispinosa är en ormstjärneart som beskrevs av Rudolf Christian Ziesenhenne 1937. Ophiuroconis bispinosa ingår i släktet Ophiuroconis och familjen Ophiolepididae. Inga underarter finns listade i Catalogue of Life.